# Большое Алпаево
Большое Алпаево — село в Бугурусланском районе Оренбургской области России, в составе Аксаковского сельсовета.

## География
Село расположено на Большом Алпаевском овраге, в 9 км к северо-востоку от центра сельского поселения села Аксаково.

## Население
| 2010 |
| ---- |
| 72   |

Национальный состав
По данным Всероссийской переписи населения 2010 года:
| № | Национальность | Численность, чел. | Доля |
| - | -------------- | ----------------- | ---- |
| 1 | мордва         | 31                | 43 % |
| 2 | русские        | 10                | 14 % |
| 3 | другие         | 31                | 43 % |